# Misraq Welega
La zone Misraq Welega ou Est Welega (en oromo : Wallagga Bahaa) est une  zone administrative de la région Oromia en Éthiopie. Elle a 1 213 503 habitants en 2007. Son chef-lieu est Nekemte. 

## Origine et nom
Nekemte est au XXe siècle la capitale de l'ancienne province du Wellega.
Lors de la réorganisation du pays en régions en 1995, outre l'awraja de Nekemte, la zone Misraq Welega reprend une partie du territoire des awrajas Arjo et Horo Guduru et s'étend comme son nom l'indique dans la partie orientale (Misraq) de l'ancienne province. L'Atlas of the Ethiopian Rural Economy montre l'étendue initiale de cette zone qui comprend une vingtaine de woredas,.
La zone perd ensuite du territoire avec le transfert des woredas Amuru, Jarti, Abay Chomen, Guduru, Jimma Rare, Jimma Horo et Abe Dongoro dans la zone Horo Guduru Welega.
Les douze woredas restants dans la zone Misraq Welega — Bila Seyo, Diga, Gida Kiremu, Guto Wayu, Ibantu, Jimma Arjo, Leka Dulecha, Limu, Nunu Kumba, Sasiga, Sibu Sire et Wama Bonaya — font l'objet de plusieurs subdivisions, atteignant 17 woredas au recensement de 2007 puis 18 woredas dans les années 2010.

## Woredas
La zone Misraq Welega compte 18 woredas, :
- Bonaya Boshe[7] ;
- Diga ;
- Gida Ayana ;
- Gobu Seyo ;
- Gudeya Bila[7] ;
- Guto Gida ;
- Haro Limmu[7] ;
- Ibantu[7] ;
- Jimma Arjo ;
- Leka Dulecha[7] ;
- Kiremu ;
- Limmu[7] ;
- Nekemte Town ;
- Nunu Kumba ;
- Sasiga ;
- Sibu Sire ;
- Wama Hagalo[7] ;
- Wayu Tuka.

## Géographie
Limitrophe des régions Benishangul-Gumuz et Amhara, la zone Misraq Welega est bordée dans la région Oromia par les zones Horo Guduru Welega, Mirab Shewa, Jimma et Buno Bedele.
L'aéroport de Nekemte (en), situé environ 300 km à l'ouest d'Addis-Abeba, dessert le centre-sud de la zone.
À l’exception notable du sud-est de la zone qui est arrosé par des affluents de la rivière Ghibie, la zone appartient au bassin versant du Nil Bleu. La Didessa coule en effet au sud-ouest et son affluent la rivière Hanger traverse la zone d'est en ouest. La zone s’étend de plus au nord-est jusqu’au Nil Bleu en regard de la zone Mirab Godjam de la région Amhara.

## Démographie
D'après le recensement national réalisé par l'Agence centrale de la statistique d'Éthiopie, la zone Misraq Welega compte 1 213 503 habitants en 2007 et 13 % de la population est urbaine.
L'oromo est la langue maternelle pour 88 % des habitants et l'amharique pour 11 %. Près de la moité des habitants (48 %) sont protestants, 37 % sont orthodoxes, 12 % sont musulmans, 1 % sont de religions traditionnelles africaines et 1 % sont catholiques.
La principale agglomération est Nekemte avec 75 219 habitants en 2007, suivie par Gutin avec 13 641 habitants, Gida Ayana avec 10 526 habitants, Sire avec 10 243 habitants et Arjo avec 9 172 habitants à la même date.
| Woreda       | Population 2007 | Agglomérations en 2007,   |
| ------------ | --------------- | ------------------------- |
| Bonaya Boshe | 47 886          | Bilo                      |
| Diga         | 66 689          | Efa, Arjo Gudetu          |
| Gida Ayana   | 158 635         | Gutin, Gida Ayana, Kiremu |
| Gobu Seyo    | 41 012          | Ano                       |
| Gudeya Bila  | 54 744          | Jere, Bila                |
| Guto Gida    | 89 906          | -                         |
| Haro Limmu   | 52 163          | -                         |
| Ibantu       | 36 280          | Hinde                     |
| Jimma Arjo   | 86 329          | Arjo                      |
| Leka Dulecha | 72 057          | Getema                    |
| Limmu        | 72 483          | Gelila                    |
| Nekemte Town | 75 219          | Nekemte                   |
| Nunu Kumba   | 64 775          | Nunu                      |
| Sasiga       | 80 814          | Galo                      |
| Sibu Sire    | 102 228         | Sire                      |
| Wama Hagalo  | 49 103          | -                         |
| Wayu Tuka    | 63 180          | -                         |

En 2022, la population de la zone est estimée à 1 806 001 personnes avec une densité de population de 144 personnes par km2 et 12 580 km2 de superficie.